# Хесус Корона
Хесус Корона (ісп. Jesús Manuel Corona, нар. 6 січня 1993, Ермосійо) — мексиканський футболіст, півзахисник клубу «Монтеррей».
Виступав, зокрема, за клуби «Твенте» та «Порту», а також національну збірну Мексики.
Чемпіон Мексики. У складі збірної — володар Золотого кубка КОНКАКАФ.

## Клубна кар'єра
Народився 6 січня 1993 року в місті Ермосійо. Вихованець футбольної школи клубу «Монтеррей». Дорослу футбольну кар'єру розпочав 2010 року в основній команді того ж клубу, в якій провів три сезони, взявши участь у 37 матчах чемпіонату.
Своєю грою за цю команду привернув увагу представників тренерського штабу клубу «Твенте», до складу якого приєднався 2013 року. Відіграв за команду з Енсхеде наступні два сезони своєї ігрової кар'єри. Більшість часу, проведеного у складі «Твенте», був основним гравцем команди.
До складу клубу «Порту» приєднався 2015 року. Відтоді встиг відіграти за клуб з Порту 28 матчів в національному чемпіонаті.

## Виступи за збірні
Залучався до складу юнацької збірної Мексики, взяв участь лише в 1 матчі на юнацькому рівні.
Протягом 2011–2013 років залучався до складу молодіжної збірної Мексики. На молодіжному рівні зіграв у 15 офіційних матчах, забив 5 голів.
2014 року дебютував в офіційних матчах у складі національної збірної Мексики. Наразі провів у формі головної команди країни 21 матч, забивши 5 голів.
У складі збірної був учасником Кубка Америки 2015 року в Чилі, Золотого кубка КОНКАКАФ 2015 року в США і Канаді, здобувши того року титул континентального чемпіона, Кубка Америки 2016 року в США.

## Статистика виступів

### Статистика клубних виступів
| Сезон              | Команда            | Чемпіонат          | Чемпіонат | Чемпіонат | Національний кубок | Національний кубок | Національний кубок | Континентальні кубки | Континентальні кубки | Континентальні кубки | Інші змагання | Інші змагання | Інші змагання | Усього | Усього |
| Сезон              | Команда            | Ліга               | Ігор      | Голів     | Ліга               | Ігор               | Голів              | Ліга                 | Ігор                 | Голів                | Ліга          | Ігор          | Голів         | Ігор   | Голів  |
| ------------------ | ------------------ | ------------------ | --------- | --------- | ------------------ | ------------------ | ------------------ | -------------------- | -------------------- | -------------------- | ------------- | ------------- | ------------- | ------ | ------ |
| 2010–11            | «Монтеррей»        | ПД                 | 1         | 0         | -                  | -                  | -                  | ЛЧК                  | 2                    | 0                    | -             | -             | -             | 3      | 0      |
| 2011–12            | «Монтеррей»        | ПД                 | 10        | 1         | -                  | -                  | -                  | ЛЧК                  | 3                    | 1                    | КЧС           | 0             | 0             | 13     | 2      |
| 2012–13            | «Монтеррей»        | ПД                 | 26        | 1         | -                  | -                  | -                  | ЛЧК                  | 9                    | 2                    | КЧС           | 3             | 2             | 32     | 4      |
| Усього «Монтеррей» | Усього «Монтеррей» | Усього «Монтеррей» | 37        | 2         |                    | 0                  | 0                  |                      | 14                   | 3                    |               | 3             | 2             | 54     | 7      |
| 2013–14            | «Твенте»           | ЕД                 | 15        | 2         | КН                 | 1                  | 0                  | -                    | -                    | -                    | -             | -             | -             | 16     | 2      |
| 2014–15            | «Твенте»           | ЕД                 | 27        | 9         | КН                 | 4                  | 2                  | -                    | -                    | -                    | -             | -             | -             | 31     | 11     |
| 2015–16            | «Твенте»           | ЕД                 | 4         | 0         | -                  | -                  | -                  | -                    | -                    | -                    | -             | -             | -             | 4      | 0      |
| Усього за «Твенте» | Усього за «Твенте» | Усього за «Твенте» | 46        | 11        |                    | 5                  | 2                  |                      | 0                    | 0                    |               | 0             | 0             | 51     | 13     |
| 2015–16            | «Порту»            | ПЛ                 | 28        | 8         | КП+КПЛ             | 1+2                | 0                  | ЛЧ                   | 4                    | 0                    | -             | -             | -             | 35     | 8      |
| 2016–17            | «Порту»            | ПЛ                 | 29        | 3         | КП+КПЛ             | 1+2                | 1+0                | ЛЧ                   | 9                    | 2                    | -             | -             | -             | 41     | 6      |
| 2017–18            | «Порту»            | ПЛ                 | 27        | 3         | КП+КПЛ             | 3+3                | 0                  | ЛЧ                   | 8                    | 0                    | -             | -             | -             | 41     | 3      |
| 2018–19            | «Порту»            | ПЛ                 | 34        | 3         | КП+КПЛ             | 5+5                | 0                  | ЛЧ                   | 8                    | 3                    | СП            | 1             | 1             | 53     | 7      |
| 2019–20            | «Порту»            | ПЛ                 | 33        | 4         | КП+КПЛ             | 5+4                | 0                  | ЛЧ+ЛЄ                | 2+7                  | 0                    | -             | -             | -             | 51     | 4      |
| 2020–21            | «Порту»            | ПЛ                 | 30        | 2         | КП+КПЛ             | 5+2                | 1+0                | ЛЧ                   | 10                   | 0                    | СП            | 1             | 0             | 48     | 3      |
| 2021–22            | «Порту»            | ПЛ                 | 11        | 0         | КП+КПЛ             | 1+2                | 0                  | ЛЧ                   | 4                    | 0                    | -             | -             | -             | 18     | 0      |
| Усього за «Порту»  | Усього за «Порту»  | Усього за «Порту»  | 192       | 23        |                    | 41                 | 2                  |                      | 52                   | 5                    |               | 2             | 1             | 287    | 31     |
| 2021–22            | «Севілья»          | ЛЛ                 | 0         | 0         | КІ                 | 0                  | 0                  | ЛЄ                   | 0                    | 0                    | -             | -             | -             | 0      | 0      |
| Усього за кар'єру  | Усього за кар'єру  | Усього за кар'єру  | 275       | 36        |                    | 46                 | 4                  |                      | 66                   | 8                    |               | 5             | 3             | 392    | 51     |

## Титули і досягнення

### Клубні
- Чемпіон Мексики (1):

«Монтеррей»: Апертура 2010
- Переможець Ліги чемпіонів КОНКАКАФ (2):

«Монтеррей»: 2011, 2012
- Чемпіон Португалії (2):

«Порту»: 2017-18, 2019-20
- Володар Суперкубка Португалії (2):

«Порту»: 2018, 2020
- Володар Кубка Португалії (1):

«Порту»: 2019–20

### Збірна
- Чемпіон КОНКАКАФ (U-20): 2013
- Володар Золотого кубка КОНКАКАФ: 2015
- Срібний призер Золотого кубка КОНКАКАФ: 2021